# SN 2007sp
SN 2007sp – supernowa typu Ia odkryta 14 listopada 2007 roku w galaktyce A120442+4911. W momencie odkrycia miała maksymalną jasność 16,80m.